# Liste des comtes et ducs de Touraine
Héritier de la cité gauloise des Turones, le comté de Tours occupait principalement l'actuel département d'Indre-et-Loire.
Les premières mentions de son existence ont été rapportés par Grégoire de Tours au VIe siècle. Jusqu'au début du IXe siècle, un soi-disant duché est administré par les Mérovingiens, puis un comté est organisé par les Robertiens, des proches des Carolingiens qui ont pu conquérir la majeure partie du Royaume avec l'avènement de Charlemagne. Néanmoins, les comtes Robertiens sont eux-aussi couronnés, et préfèrent déléguer la gestion du territoire à un vicomte. Est ainsi pourvue à Tours la première maison d'Anjou, avant d'être installée au comté de Nantes après la mort du roi Alain Ier de Bretagne en 909. Puis la vicomté est alors offerte à un proche d'Hugues le Grand, Thibaud l'Ancien. Son fils, Thibaud Ier, qui lui succéda vers 940, absorbera cette vicomté comme celle de Blois dans un grand comté ligérien et chartrain. Pendant le siècle thibaldien, le comté est relativement puissant, riche et indépendant, mais fait régulièrement face aux assauts des descendants de la maison d'Anjou.
Après la bataille de Nouy de 1044, les Plantagenêt s'emparent du comté, et l'annexent au comté d'Anjou. Les comtes angevins sont sacrés rois d'Angleterre à partir de 1154, mais Tours fut définitivement reconquise par le roi Philippe II Auguste après le traité de Chinon de 1212. Le roi de France y nomme ensuite un sénéchal pour administrer les terres tourangelles, avant d'être cédées en 1323 au roi Charles IV le Bel, qui l'érige en duché apanagiste.

Armes du duché de Touraine

Ainsi, le statut de la localité de Tours a beaucoup évolué en fonction de la maison qui la régissait, jusqu'à son annexion définitive au domaine royal en 1584.

## Le comté de Tours (jusqu'en 900)

### Ducs mérovingiens
L'existence des premiers comtes de Tours est attestée par Grégoire de Tours, évêque de cette ville (573-594), qui écrivit une histoire universelle du monde et de l'Église en 572. La Touraine était alors un ducatus (duché) constitué de deux provinces ecclésiastiques (Poitiers et Tours), incluses dans le Regnum Francorum des Mérovingiens. Le premier comte, Anicien, prend ses fonctions en 376.
On ne retrouve plus mention de ce duché avant le XIVe siècle. N'est alors connu qu'un seul duc : Leudaste (v.540/550 – † 583), duc de Tours à la fin du VIe siècle.

### Comtes carolingiens et robertiens
Le comté apparaît à l'époque carolingienne sous le roi Louis Ier le Pieux (814-840). Il est administré par des comtes bénéficiaires nommés par le souverain et contrôlés directement par lui. Au cours du IXe siècle, l'autorité des souverains carolingiens s'affaiblit et les comtes deviennent quasiment autonomes, jusqu'à constituer une dynastie comtale, celle des puissants robertiens, ancêtres des rois capétiens.
| Portrait | Nom                                                                            | Règne          | Autres titres                                                                                    | Notes |
| -------- | ------------------------------------------------------------------------------ | -------------- | ------------------------------------------------------------------------------------------------ | --- |
|          | Hugues III de Tours et de la Haute Alsace, dit Hugues le Peureux (765 – † 837) | 818 – 828      | Duc de Haute-Alsace                                                                              | De la famille des Étichonides, destitué en 828                                                                                                   |
|          | Vivien de Tours († 851)                                                        | 844 – 851      | Aucuns                                                                                           | Comte nommé par Charles le Chauve en 844, qui a donné son nom à la Bible de Vivien.                                                              |
|          | Robert le Fort (vers 815/830 – † 866)                                          | 860 – 866      | Marquis de Neustrie Comte d'Orléans Comte d'Anjou Comte d'Auxerre Comte de Nevers                | Père des rois Robert Ier et de Eudes. |
|          | Hugues l'Abbé († 886)                                                          | 866 – 886      | Marquis de Neustrie Comte de Paris Comte d'Orléans Comte d'Anjou Comte d'Auxerre Comte de Nevers | Beau-frère de Robert le Fort et petit-fils d'Hugues le Peureux                                                                                   |
|          | Eudes († 898)                                                                  | 886 – 888      | Roi des Francs Marquis de Neustrie Comte d'Anjou Comte de Paris Comte d'Orléans Comte de Blois   | Fils aîné de Robert le Fort, élu roi des Francs en 888, il décide de transmettre ses autres titres à son frère Robert.                           |
|          | Robert Ier († 923)                                                             | 888 – vers 900 | Roi des Francs Marquis de Neustrie Comte de Paris Comte d'Orléans Comte de Blois                 | Frère cadet du précédent, élu roi à la mort de ce dernier en 898, il décide de déléguer progressivement la gestion de la Touraine à un vicomte,. |

## La vicomté de Tours (avant 900-940)
Les comtes Robertiens avaient délégué avant l'an 900 l'administration de Tours à des vicomtes. La première lignée connue est celle des Atton,.

### Maison d'Anjou
| Portrait | Nom                                                           | Règne          | Autres titres                 | Notes                                     |
| -------- | ------------------------------------------------------------- | -------------- | ----------------------------- | ----------------------------------------- |
|          | Foulques Ier d'Anjou, dit Foulques le Roux (vers 870 – † 942) | vers 900 – 909 | Comte d'Anjou Comte de Nantes | Fils d'Ingelger, vicomte d'Angers en 880. |

### Maison de Blois
| Portrait | Nom                                                              | Règne     | Autres titres                      | Notes |
| -------- | ---------------------------------------------------------------- | --------- | ---------------------------------- | --- |
|          | Thibaud l'Ancien (vers 890 – † 940)                              | 909 – 940 | Vicomte de Blois                   | Il aurait été fait vicomte de Tours en 909, puis vicomte de Blois au début des années 920. |
|          | Thibaud Ier de Blois, dit Thibaud le Tricheur (vers 910 – † 977) | 941 – 956 | Vicomte de Blois (à partir de 943) | Fils de Thibaud l'Ancien et de Richilde. D'abord proche du robertien Hugues le Grand, celui-ci donne son accord à son père pour transmettre à Thibaud la vicomté tourangelle, puis hérita du patrimoine blésois à la mort de son père, en 940. |

## Le comté de Blois-Tours-Chartres (940-1044)
Profitant de l'élévation du marquis robertien au titre de duc des Francs, Thibaud le Tricheur est élevé au rang de comte. Ce grand comté inclut la Touraine exception de sa frange méridionale (Lochois), le Blésois puis Chartres et Châteaudun.
| Portrait | Nom                                                                              | Règne       | Autres titres | Notes |
| -------- | -------------------------------------------------------------------------------- | ----------- | --- | --- |
|          | Thibaud Ier de Blois, dit Thibaud le Tricheur (vers 910 – † 977)                 | 940 – 977   | Comte de Blois Comte de Chartres Comte de Châteaudun Seigneur de Saumur                                                                                 | Le pouvoir comtal accordé par Hugues le Grand à Thibaud permet de contrebalancer la puissance de la principauté normande. Ainsi aux pagi de la Loire s'adjoindront la seigneurie de Meulan, le comté de Beauvais, une régence sur une partie de la Bretagne et le comté de Dreux sous son fils. |
|          | Eudes Ier de Blois (vers 950 – † 996)                                            | 977 – 996   | Comte de Blois Comte de Chartres Comte de Châteaudun Comte de Reims Comte de Provins Comte de Beauvais Comte de Dreux                                   | Fils cadet de Thibaud Ier et de Liutgarde, il prit la succession du comté après la mort prématurée de son frère ainé Thibaud en Normandie. Il s'attaqua à Bouchard Ier de Vendôme, allié de Hugues Capet, et prend Melun. Il finit par monnayer son ralliement avec Hugues contre la cession par ce dernier du comté de Dreux. Il se maria à la carolingienne Berthe de Bourgogne. |
|          | Thibaud II de Blois (vers 983 – 11 juillet 1004)                                 | 996 – 1004  | Comte de Blois Comte de Chartres Comte de Châteaudun Comte de Reims Comte de Provins Comte de Beauvais                                                  | Fils ainé d'Eudes Ier, à qui il succéda sous la régence de sa mère, Berthe, remariée au roi des Francs Robert II qui reprit Tours, capturée par Foulques III d'Anjou. Thibaud mourut d'épuisement en revenant de Rome en 1004, à 19 ans. |
|          | Eudes II de Blois, dit Eudes le Champenois (vers 985 – 15 novembre 1037)         | 996 – 1037  | Comte de Blois Comte de Chartres Comte de Châteaudun Comte de Reims Comte de Provins Comte de Beauvais Comte de Sancerre Comte de Meaux Comte de Troyes | Frère cadet de Thibaud II, avec qui il co-reigna avant de lui succéder. Il entra en guerre contre tous ses voisins, refusa de rendre la dot de mariage (la moitié de Dreux) à Richard de Normandie. Il poursuivit la guerre contre Foulques III, qu'il conquit finalement, mais Eudes fut à son tour vaincu à Pontlevoy par Herbert Ier du Maine. Il hérita des comtés de Troyes et de Meaux de son cousin et forme l’ensemble bléso-champenois pour la première fois. Également fils de Berthe de Bourgogne, il revendiqua le royaume des Deux-Bourgognes à partir de 1032, mais fut défait près de Bar-le-Duc 5 ans plus tard. |
|          | Thibaut III de Blois, ou Thibaud Ier de Champagne (vers 1019 – † septembre 1089) | 1037 – 1044 | Comte de Blois Comte de Chartres Comte de Châteaudun Comte de Provins Comte de Sancerre Comte de Meaux Comte de Troyes Seigneur de Château-Thierry      | Fils ainé d'Eudes II, il hérita du domaine ligérien, mais refusa de reconnaître et de faire hommage au roi capétien Henri Ier. Ce-dernier lui « retira » définitivement le comté de Tours qu'il donne à son allié Geoffroy Martel, après la bataille de Nouy en 1044. |

Durant les Xe et XIe siècles, le comté de Tours est disputé entre les Thibaldiens et les Ingelgeriens, descendants du comte Foulques Ier d'Anjou. De leur temps, Eudes II de Blois et Foulques III d'Anjou sont ennemis jurés. En 1044, le comte Geoffroy II d'Anjou l'emporte à la bataille de Nouy contre Thibaud III de Blois et s'empare de Tours, avec l'accord de son allié le roi Henri Ier.

## L'intégration au comté d'Anjou (1044-1154)
Cependant, dès 1044, le comté d'Anjou annexe celui de Tours. Les comtes d'Anjou possèdent ainsi de facto les terres tourangelles sans porter le titre de comte,.
| Portrait | Nom                                                                           | Période     | Titres                                                        | Notes                                                       |
| -------- | ----------------------------------------------------------------------------- | ----------- | ------------------------------------------------------------- | ----------------------------------------------------------- |
|          | Geoffroy II d'Anjou, dit Geoffroy Martel (14 octobre 1006 – 14 novembre 1060) | 1044 – 1060 | Comte d'Anjou Comte de Vendôme                                |                                                             |
|          | Geoffroy III d'Anjou dit Geoffroy le Barbu (vers 1040/1041 – † 1096)          | 1060 – 1068 | Comte d'Anjou Comte du Gâtinais                               |                                                             |
|          | Foulques IV d'Anjou dit Foulques le Réchin ou le Querelleur (1043 – † 1109)   | 1068 – 1109 | Comte d'Anjou                                                 |                                                             |
|          | Foulques V d'Anjou, dit Foulques le Jeune (1092 – novembre 1143)              | 1109 – 1129 | Comte d'Anjou Comte du Maine Roi de Jérusalem                 |                                                             |
|          | Geoffroy V d'Anjou, dit Geoffroy le Bel (24 août 1113 – 7 septembre 1151)     | 1129 – 1151 | Duc de Normandie Comte d'Anjou Comte du Maine                 |                                                             |
|          | Henri II d'Angleterre (5 mars 1133 – 6 juillet 1189)                          | 1151 – 1154 | Duc de Normandie Duc d'Aquitaine Comte d'Anjou Comte du Maine | Fils aîné de Geoffroy V d'Anjou et de Mathilde l'Emperesse. |

## L'intégration au royaume d'Angleterre (1154-1204)
| Portrait | Nom                                                                                 | Période     | Titres                                                                                           | Notes |
| -------- | ----------------------------------------------------------------------------------- | ----------- | ------------------------------------------------------------------------------------------------ | --- |
|          | Henri II d'Angleterre (5 mars 1133 – 6 juillet 1189)                                | 1154 – 1189 | Roi d'Angleterre Duc de Normandie Duc d'Aquitaine Comte d'Anjou Comte du Maine                   | Il succéda au blésois Étienne et fut sacré roi le 19 décembre 1154 par l’archevêque de Cantorbéry Thibaut du Bec.                                          |
|          | Richard Ier d'Angleterre dit Richard Cœur de Lion (8 septembre 1157 – 6 avril 1199) | 1189 – 1199 | Roi d'Angleterre Duc de Normandie Duc d'Aquitaine Comte d'Anjou Comte du Maine Comte de Poitiers | Troisième fils d'Henri II et d'Aliénor d'Aquitaine. Sacré roi le 3 septembre 1189 par l’archevêque de Cantorbéry Baudouin d'Exeter. Mort sans descendance. |
|          | Jean d'Angleterre dit Jean sans Terre (24 décembre 1166 – 19 octobre 1216)          | 1199 – 1204 | Roi d'Angleterre Seigneur d'Irlande Duc d'Aquitaine Comte d'Anjou                                | Cinquième fils d'Henri II et d'Aliénor d'Aquitaine. Sacré roi le 27 mai 1199 par l'archevêque de Cantorbéry Hubert Walter.                                 |

Le comté de Tours est conquis par le roi de France Philippe II Auguste et réuni au domaine royal en tant que province de France : la Touraine. Cette intégration au royaume de France est reconnue par le traité de Paris signé en 1259 entre le roi d'Angleterre Henri III et le roi de France Louis IX.

## La sénéchaussée du royaume de France (1204-1323)
À partir de 1204, le titre de comte est définitivement abandonné et la province est confiée à un sénéchal d'Anjou dont le titre devient héréditaire.
| Portrait | Nom                                                     | Période     | Titres | Notes                                                                       |
| -------- | ------------------------------------------------------- | ----------- | --- | --------------------------------------------------------------------------- |
|          | Guillaume des Roches (vers 1155/1160 – 15 juillet 1222) | 1204 – 1222 | Seigneur de Longué-Jumelles Seigneur de Château-du-Loir Seigneur de Mayet                                                                             |                                                                             |
|          | Amaury Ier de Craon (vers 1170/1180 – 2 mai 1226)       | 1222 – 1226 | Seigneur de Craon Seigneur de Chantocé Seigneur d'Ingrandes Seigneur de Candé Seigneur de Segré Seigneur de Durtal Seigneur de Baugé Seigneur du Lude |                                                                             |
|          | Jeanne des Roches (??)                                  | 1226 – 1236 | | Fille de Guillaume des Roches mariée à Amaury Ier de Craon                  |
|          | Maurice IV de Craon (??)                                | 1236 – ???  | Seigneur de Sablé | Fils des précédents                                                         |
|          | Amaury II de Craon (??)                                 | ??? – 1268  | |                                                                             |
|          | Maurice V de Craon (??)                                 | 1268 – 1282 | | Frère du précédent                                                          |
|          | Maurice VI de Craon (vers 1255 – 11 février 1292)       | 1282 – 1292 | | Fils du précédent                                                           |
|          | Amaury III de Craon (1280 – 1333)                       | 1282 – 1323 | | Fils du précédent qui cède la sénéchaussée au roi de France Charles le Bel. |

## Le duché apanagiste de Touraine (1323-1584)
La Touraine est donnée en apanage à des cadets de la famille royale.
- 1346-1360 : Philippe de France (1336 † 1375), duc d'Orléans et comte de Touraine[réf. nécessaire], fils du roi Philippe VI de France et de Jeanne de Bourgogne

Armes de Philippe le Hardi, devenues celles de la Touraine

- 1360-1363 : Philippe le Hardi[21] (1342 † 1404), duc de Touraine, puis duc de Bourgogne, fils du roi Jean II de France, et de Bonne de Luxembourg. Il renonce à la Touraine en 1363 en échange du duché de Bourgogne.
- 1363-1364 : Charles de France[22], (1338 † 1380), dauphin, duc de Touraine, roi de France sous le nom de Charles V en 1364, fils aîné du roi Jean II de France et de Bonne de Luxembourg.
- 1370-1384 : Louis Ier d'Anjou[23], duc d'Anjou, roi de Naples, duc de Touraine, fils du roi Jean II de France et de Bonne de Luxembourg.
- 1386-1407 : Louis Ier d'Orléans[24] (1372 † 1407), duc d'Orléans et de Touraine, fils de Charles V, roi de France, et de Jeanne de Bourbon.
- 1407-1417 : Jean de France[25] (1398 † 1417), duc de Touraine et dauphin, fils du roi Charles VI de France et d'Isabeau de Bavière.
- 1417-1422 : Charles[26] (1403 † 1461), duc de Touraine et dauphin, frère du précédent et futur roi sous le nom de Charles VII.
- 1424 : Archibald Douglas (v.1369-1424), 4e comte de Douglas, duc de Touraine, le premier non royal, et le premier étranger à être fait duc de l'histoire française ;
- 1424-1439 : Archibald Douglas (v.1391-1439), 5e comte de Douglas, duc de Touraine, fils du précédent ;
- 1439-1440 : William Douglas (1422/3-1440), 6e comte de Douglas, duc de Touraine, mort sans descendance.
- 1525-1531 : Louise de Savoie (1476/1531), duchesse de Touraine, d'Angoulême et d'Anjou, comtesse du Maine, mère de François Ier.
- 1547-1558 : Éléonore de Habsbourg (1498/1558), duchesse de Touraine, veuve de François Ier.
- 1558-1560 : Marie Ire d'Écosse (1542/1587), duchesse de Touraine, reine d'Écosse et de France, épouse de François II.
- 1576-1584 : François de France (1555-1584), duc de Touraine, d'Anjou, d'Alençon, de Berry, de Château-Thierry et de Brabant

## Titre de courtoisie
| Portrait | Nom                                             | Règne       | Dynastie      | Notes |
| -------- | ----------------------------------------------- | ----------- | ------------- | --- |
|          | Louis de Bourbon (25 avril 1974, Madrid –)      | 1981 – 1984 | Bourbon-Anjou | Titré duc de Touraine par son père en 1981, il devient duc de Bourbon à la mort de son frère aîné, le 27 septembre 1984, puis duc d'Anjou à la mort de son père en 1989. |
|          | Henri de Bourbon (1er février 2019, New-York –) | 2019 –      | Bourbon-Anjou | Titré duc de Touraine par son père. |